# 功夫传奇 (舞台剧)
《功夫传奇》是一部大型舞台剧，讲述小和尚纯一挥别母亲入山拜师，历经重重考验，最终成为一代武术宗师的故事，共7幕。
《功夫传奇》获得过中国官方多种荣誉，2005年该剧入选文化部十大“国家商业演出展览文化产业出口指导目录”产品，2006年获“最佳赴海外演出”金奖，2007年被文化部评为“优秀出口文化产品”。